# Barão de Itapuã
Barão de Itapuã é um título nobiliárquico brasileiro criado por decreto de 12 de outubro de 1828, por D. Pedro I do Brasil, em favor a José Joaquim Nabuco de Araújo.
Titulares
- José Joaquim Nabuco de Araújo (1764–1844), magistrado e político brasileiro;
- Luís Adriano Alves de Lima Gordilho (1830–1892), médico brasileiro.